# پادشاهی ایسلند
پادشاهی ایسلند (به ایسلندی:Konungsríkið Ísland؛ دانمارکی:Kongeriget Island) یک پادشاهی مشروطه در شمال اروپا بود که در ۱ دسامبر ۱۹۱۸ میلادی پس از استقلال از دانمارک تأسیس گردید. این دولت تا ۱۷ ژوئن ۱۹۴۴ میلادی به حیات خود ادامه داد تا زمانی که طبق یک همه‌پرسی ملی، تبدیل به جمهوری ایسلند شد.

## تأسیس پادشاهی ایسلند
در ۱ دسامبر ۱۹۱۸ میلادی، توافق‌نامه میان دانمارک و ایسلند استقلال داخلی ایسلند را به عنوان کشوری مستقل زیر نظر پادشاه دانمارک به رسمیت شناخت. بر طبق این پیمان، ایسلند حق داشتن نشان ملی و پرچم مخصوص به خود را داشت.

## نگارخانه